# Amurrio
Amurrio é um município da Espanha na província de Álava, comunidade autónoma do País Basco, de área 96,36 km² com população de 9 879 habitantes (2007) e densidade populacional de 102,52 hab./km².

## Demografia
| Variação demográfica do município entre 1991 e 2004 | Variação demográfica do município entre 1991 e 2004 | Variação demográfica do município entre 1991 e 2004 | Variação demográfica do município entre 1991 e 2004 |
| --------------------------------------------------- | --------------------------------------------------- | --------------------------------------------------- | --------------------------------------------------- |
| 1991                                                | 1996                                                | 2001                                                | 2004                                                |
| 9 744                                               | 9 758                                               | 9 460                                               | 9 512                                               |